# Félix Trigo Represas
Félix Alberto Trigo Represas (La Plata, Provincia de Buenos Aires, Argentina, 18 de marzo de 1928-La Plata, 4 de octubre de 2016) fue un destacado jurista especializado en Derecho Civil. Destacado referente de esa disciplina, profesor universitario y autor de numerosas obras con las que se formaron varias generaciones de abogados, dejó tras de sí una trayectoria merecedora de distintos premios nacionales e internacionales.

## Reseña biográfica
Nació el 18 de marzo de 1928. Abogado y Doctor en Ciencias Jurídicas y Sociales (UNLP). Miembro y exsecretario de la Academia Nacional de Derecho y Ciencias Sociales de Buenos Aires. Fue Director de su Instituto de Derecho Civil. En la Universidad Nacional de La Plata, fue Decano de su Facultad de Ciencias Jurídicas y Sociales y profesor titular de Derecho Civil II; fue profesor titular de Derecho Privado I de su Facultad de Ciencias Económicas. Profesor Emérito de la Facultad de Derecho de la Universidad Católica de La Plata. En el Colegio de Abogados de La Plata: fue Vicepresidente, Presidente de su Tribunal de Disciplina, y Director de su Revista. Director de la Revista La Ley, Buenos Aires. 
Entre sus numerosos libros sobresalen: Tratado de la Responsabilidad Civil (dos ediciones de cinco y siete tomos, editadas en 2004 y 2011, ambas en coautoría con Marcelo López Mesa); Responsabilidad civil de los profesionales; en el Código Civil comentado de Rubinzal-Culzoni Editores: Obligaciones (Artículos 495 a 895) (2 Tomos); Privilegios. Prescripción (artículos 3875 a 4051); Responsabilidad civil por accidentes de automotores, en coautoría con Rubén H. Compagnucci de Caso (2 tomos); Reparación de daños por "mala praxis" médica; Pérdida de chance; Derecho de las obligaciones, en coautoría con Pedro N. Cazeaux (6 tomos); Codirección con la Dra. María I. Benavente de Reparación de daños a las personas, y también colaboración en tres temas (4 tomos); en coautoría con Rubén H. Compagnucci de Caso, el tomo IV del Código Civil y Comercial comentado. Tratado exegético, Dirigido por Jorge H. Alterini y coordinado por Ignacio E. Alterini.

## Distinciones
- Diploma al Mérito Konex en Derecho Civil (1996)[2]
- Diploma al Mérito Konex en Derecho Civil (2006)[2]
- Premio anual de la Asociación de Magistrados y Funcionarios del Departamento Judicial La Matanza. Distinción a la trayectoria jurídica, año 2004.[2]
- Premio Revista Notarial, 1976. Premio Enrique V. Galli del Colegio de Abogados de La Plata, 1960.[2]